# КК Дарушафака
КК Дарушафака (тур. Darüşşafaka Spor Kulübü) турски је кошаркашки клуб из Истанбула. У сезони 2022/23. такмичи се у Првој лиги Турске и у ФИБА Лиги шампиона.

## Историја
Клуб је основан 1914. године, а највише успеха имао је почетком 1960-их, када је две сезоне заредом био победник тадашњег националног првенства. Од каснијих резултата треба поменути и финала турског купа 2002, 2016. и 2020. године као највише домете клуба у том такмичењу.
У сезони 2017/18. клуб је освојио Еврокуп.

## Успеси

### Национални
- Првенство Турске:
  - Првак (2): 1961, 1962.
  - Вицепрвак (1): 1960.

- Куп Турске:
  - Финалиста (3): 2002, 2016, 2020.

### Међународни
- Еврокуп:
  - Победник (1): 2018.

## Учинак у претходним сезонама
| Сез.     | Првенство Турске | Куп Турске   | Европско такмичење                    | Европско такмичење |
| -------- | ---------------- | ------------ | ------------------------------------- | ------------------ |
| 2014/15. | Четвртфинале ПО  | Полуфинале   | —                                     |                    |
| 2015/16. | Полуфинале ПО    | Финалиста    | Евролига — Топ 16                     |                    |
| 2016/17. | Полуфинале ПО    | Четвртфинале | Евролига — Четвртфинале               |                    |
| 2017/18. | Четвртфинале ПО  | Полуфинале   | Еврокуп — Победник                    |                    |
| 2018/19. | 10. место        | —            | Евролига — 16. место                  |                    |
| 2019/20. | прекинуто        | Финалиста    | Еврокуп (прекинуто)                   |                    |
| 2020/21. | Четвртфинале ПО  | није игран   | ФИБА Лига шампиона — Прва групна фаза |                    |
| 2021/22. | Полуфинале ПО    | Полуфинале   | ФИБА Лига шампиона — Топ 16           |                    |
| 2022/23. | Четвртфинале ПО  | није игран   | ФИБА Лига шампиона — Топ 16           |                    |

## Познатији играчи
- Милко Бјелица
- Гашпер Видмар
- Џамон Гордон
- Лин Грир
- Синан Гулер
- Семих Ерден
- Реџи Рединг
- Лоренс Робертс
- Огуз Саваш
- Реналдас Сејбутис
- Џордан Фармар
- Клифорд Хамондс